# Geir Karlstad
Geir Karlstad (Skedsmo, Akershus, Norveška, 7. srpnja 1963.) je bivši norveški brzi klizač. Na ZOI u Albertvilleu 1992. je osvojio zlato u utrci na 5.000 m i broncu na 10.000 m. Zbog nekoliko ozljeda leđa nije mogao nastupiti Olimpijadi u Lillehammeru u svojoj domovini. Sam klizač je namjeravao na toj Olimpijadi prekinuti svoju sportsku karijeru.
Od 1998. do 2002. je bio izbornik norveške reprezentacije u brzom klizanju.

## Olimpijske igre

### ZOI 1992. Albertville
| Albertville 1992. Finale - 5.000 m | Albertville 1992. Finale - 5.000 m | Albertville 1992. Finale - 5.000 m |
| RANG                               | Natjecatelj                        | Vrijeme                            |
| ---------------------------------- | ---------------------------------- | ---------------------------------- |
|                                    | Geir Karlstad                      | 6:59.97                            |
|                                    | Falko Zandstra                     | 7:02.28                            |
|                                    | Leo Visser                         | 7:04.96                            |

| Albertville 1992. Finale - 10.000 m | Albertville 1992. Finale - 10.000 m | Albertville 1992. Finale - 10.000 m |
| RANG                                | Natjecatelj                         | Vrijeme                             |
| ----------------------------------- | ----------------------------------- | ----------------------------------- |
|                                     | Bart Veldkamp                       | 14:12.12                            |
|                                     | Johann Olav Koss                    | 14:14.58                            |
|                                     | Geir Karlstad                       | 14:18.13                            |

## Vanjske poveznice
- Speedskating Stats.com
- Sports-reference.com  Arhivirana inačica izvorne stranice od 30. lipnja 2009. (Wayback Machine)
- Profil klizača